# Metoda Rötzera
Metoda Rötzera (metoda Roetzera) – metoda naturalnego planowania rodziny (NPR), konkretniej metoda objawowo-termiczna, oparta na obserwacji następujących wskaźników płodności:
- podstawowej temperatury ciała (inaczej temperatury poprzebudzeniowej),
- cech śluzu szyjkowego
- i ewentualnie stanu szyjki macicy

oraz odpowiedniej interpretacji tych danych.
Metoda Rötzera nie jest jednak połączeniem dwóch innych metod jednowskaźnikowych: metody termicznej i metody Billingsów (obserwacji śluzu), gdyż posługuje się własnym aparatem łącznej interpretacji objawów – wzajemnej zależności obserwacji śluzu szyjkowego i przebiegu temperatury ciała. Dopiero odpowiednia analiza i interpretacja tych objawów stanowi istotę metodyki Rötzera.
Żadna z naturalnych metod rozpoznawania płodności, również metoda Rötzera nie pozwala na określenie momentu owulacji, a jedynie przybliżonego czasu jej wystąpienia (w sposób pewny można go stwierdzić tylko podczas sekcji jajnika lub przy badaniu USG dokładnie w czasie jej trwania). Znajomość przybliżonego czasu jej wystąpienia jest jednak zupełnie wystarczająca.

## Obserwacja i zapis objawów
Obserwacje prowadzi się w ciągu całego cyklu miesiączkowego. Pomiar temperatury dokonywany jest rano mniej więcej o stałej porze (różnice do 1,5 godz. nie mają większego znaczenia) tuż po przebudzeniu, ale jeszcze przed wstaniem z łóżka i podjęciem jakiejkolwiek innej czynności, najlepiej za pomocą specjalnego termometru owulacyjnego, w pochwie, w odbycie lub w ustach pod językiem. Prócz tego, przy okazji korzystania z toalety, kilka razy dziennie ocenia się rodzaj (jakość) śluzu zbierającego się w przedsionku pochwy, najlepiej przy pomocy papieru toaletowego.
Uzupełniających danych może dostarczyć samobadanie dotykowe twardości, stopnia rozwarcia i położenia szyjki macicy, które jest zmienne w przebiegu cyklu miesięcznego.
Zmiany temperatury, rodzaj śluzu oraz ewentualne dane dotyczące szyjki macicy nanosi się codziennie na kartę obserwacji. Dodatkowo notuje się czynniki mogące mieć wpływ na przebieg temperatury i jakość śluzu (patrz: źródła zaburzeń). Uzupełniające objawy mające zastosowanie w interpretacji wyników, również nanoszone na kartę: to objaw piersiowy i ból owulacyjny (patrz: terminologia).

## Terminologia
Podstawowe pojęcia, jakimi posługuje się metoda Rötzera:
cykl dwufazowycykl miesiączkowy, w którym po fazie niższych temperatur następuje faza temperatur wyższych. Pierwsza faza rozpoczyna się w pierwszym dniu menstruacji i trwa do owulacji (dominacja estrogenów), druga faza trwa od owulacji i kończy się ostatniego dnia przed kolejną miesiączką (dominacja progesteronu).
niepłodnośćnaturalny stan czasowej niezdolności do poczęcia spowodowany fizjologicznym stosunkiem stężeń hormonów płciowych występujący krótko na początku pierwszej fazy cyklu – faza niepłodności przedowulacyjnej (niepłodność względna) oraz drugiej fazie cyklu miesiączkowego – faza niepłodności poowulacyjnej (niepłodność bezwzględna, o ile została wyznaczona zgodnie z regułami metody). Pojęcie mylone z bezpłodnością, która jest stanem stałym wymagającym leczenia, mimo to ta jednostka chorobowa w polskiej terminologii medycznej określana jest myląco niepłodnością.
krwawienie śródcyklicznekrwawienie przypominające menstruację, jednak niepoprzedzone pojawieniem się wyższych temperatur, wyznaczonych zgodnie z regułami metody, związanych z dominacją progesteronu (działaniem ciałka żółtego).
śluz dobrej jakościśluz szyjkowy najbardziej rozciągliwy, przejrzysty, dający odczucie śliskości, zbliżony wyglądem do białka surowego jaja kurzego.
śluz gorszej jakościmniej rozciągliwy, mętny, kleisty, zwykle białawy lub żółtawy.
dzień szczytu śluzuostatni dzień, w którym obserwowano śluz dobrej/najlepszej jakości (niekoniecznie wystąpił on w największej ilości), przed jego pogorszeniem, czyli przejściem w śluz gorszej jakości, lub zanikiem.
wnikliwa obserwacjapierwsze w danym cyklu miesięcznym odczucie występowania zmian wewnątrz pochwy bez pojawienia się wydzieliny śluzowej na zewnątrz.
objaw piersiowyból lewej, prawej lub obu piersi.
ból owulacyjnyból lub kłucie w okolicach lewego lub prawego jajnika, pojawia się u niektórych kobiet w okresie okołoowulacujnym.

## Podstawowy algorytm
W celu wyznaczenia początku niepłodności poowulacyjnej – niepłodności bezwzględnej wyznacza się, zaznaczając na karcie obserwacji:
- dzień szczytu objawu śluzu
- pierwszą wyższą temperaturę po objawie szczytu, która jest wyższa od sześciu temperatur niskich znajdujących się przed wzrostem/skokiem temperatury
- linię podstawową wykreśloną przez najwyższy punkt z 6 temperatur niższych
- następnie oznacza się kolejne temperatury wyższe, które muszą się znajdować powyżej linii podstawowej
- jeżeli trzecia z wyznaczonych wyższych temperatur jest co najmniej wyższa o 0,2 °C od linii podstawowej, to tego dnia wieczorem rozpoczyna się niepłodność trwająca do końca cyklu, jeżeli trzecia temperatura ponad linią podstawową nie jest co najmniej wyższa o 0,2 °C, to należy czekać na czwartą wyższą temperaturę, niekoniecznie wyższą o 0,2 °C.

Należy pamiętać, że wszystkie trzy wyższe temperatury muszą być po dniu szczytu objawu, powyżej linii podstawowej i muszą to być temperatury kolejne, a ewentualny spadek na poziom niższy nie może trwać dłużej niż jeden dzień.

## Zastrzeżenia
- Autor metody podkreśla, że jakikolwiek skrótowy opis zasad nie stanowi opisu metody Rötzera. Nie może on zastąpić nauczenia się metody od dyplomowanego nauczyciela NPR lub korzystania z podręczników metody (patrz źródła).

## Źródła zaburzeń
Zaburzenia w przebiegu wykresu temperatury (T) lub jakości śluzu (Ś) mogą być spowodowane kilkoma czynnikami:
- spożywaniem większej ilości alkoholu (dotyczy: T, Ś)
- częstym wstawaniem w nocy, szczególnie nad ranem (do prawidłowego pomiaru temperatury wymagany jest co najmniej godzinny spoczynek przed pomiarem). Wielokrotnie udowodniono jednak, że przy spełnieniu zasady co najmniej jednogodzinnego spoczynku nad ranem, nawet wielokrotne wstawanie w nocy nie zaburza pomiaru temperatury (T)[potrzebny przypis].
- stanami chorobowymi z gorączką (T)
- przyjmowaniem preparatów leczniczych rozrzedzających śluz (np. wykrztuśnych) (Ś)
- późnym pójściem spać (za takie uznaje się zasypianie znacznie później niż zazwyczaj, po północy) (T)
- zbyt krótkim czasem pomiaru lub niewłaściwym ułożeniem termometru w ustach (T).

Dodatkowe czynniki zaburzające obserwacje śluzu:
- Jeśli współżycie małżeńskie odbywa się w następujących po sobie dniach, wówczas wypływający z pochwy płyn nasienny może w kolejnym dniu zaburzyć obraz śluzu.
- śliska wydzielina gruczołów Bartholina, pojawiająca się na krótko na narządach płciowych na skutek podniecenia płciowego nie ma nic wspólnego ze śluzem szyjkowym, lecz przez osoby niedoświadczone może być z nim mylona.

Oczywiście czynniki te zaburzają również obserwacje w metodach termicznych i metodzie Billingsów. Przewagą metody Rötzera, jak i innych metod objawowo-termicznych, jest jednak równoległe analizowanie temperatury i śluzu, dlatego ewentualne zaburzenie jednego z tych elementów przez powyższe czynniki może być kompensowane obserwacją drugiego.

## Reguły niepłodności przedowulacyjnej
Metoda Rötzera posługuje się kilkoma regułami wyznaczania początku okresu niepłodnego, na podstawie danych dotyczących przebiegu temperatur w co najmniej 12 poprzednich cyklach i jednoczesnej bieżącej obserwacji pojawiania się śluzu szyjkowego. Są to:
- zmodyfikowana reguła Döringa
- reguła obliczeniowa
- reguła Rötzera
- reguła objawu „W”
- Obserwacja/samobadanie szyjki macicy

## Wady i zalety

### Zalety
Spośród zalet wymienia się skrajnie niski koszt metody, ograniczony do zakupu termometru owulacyjnego i kart obserwacji.
W swojej publikacji z 1988 roku WHO wymienia następujące zalety NPR:
- stosowane dla zwiększenia i zmniejszenia szansy na zapłodnienie;
- brak fizycznych efektów ubocznych;
- wzrost samoświadomości i wiedzy o funkcjonowaniu ludzkiej płodności;
- zwiększenie zaufania do siebie samego przez osobę stosującą NPR;
- zaangażowanie partnera, współpraca, komunikacja i dzielenie odpowiedzialności w związku; dla niektórych kobiet jest to wadą[2]
- niezależność od innych procedur medycznych;
- nie wymaga medycznie wykwalifikowanego personelu.

### Wady
- okres nauki wymaganej do stosowania NPR trwa do 6 miesięcy[3][4];
- NPR musi być nauczane przez kwalifikowanych pracowników[1];
- brak zabezpieczenia przed chorobami wenerycznymi[3];
- jeśli partner kobiety z nią nie współpracuje, metoda objawowo-termiczna w ogóle może nie być skuteczna[5],